# Cecil John Fearfield
Cecil John Fearfield, britanski general, * 1891, † 1975.